# Sân vận động Thành phố Đài Bắc
Sân vận động Thành phố Đài Bắc (tiếng Trung: 臺北田徑場 hoặc 台北田徑場; bính âm: Táiběi Tiánjìng Chǎng) là một sân vận động đa năng ở Đài Bắc, Đài Loan. Sân vận động cũ, được xây dựng vào năm 1956, được sử dụng chủ yếu cho các môn thi đấu điền kinh. Ca sĩ Michael Jackson đã biểu diễn hai buổi hòa nhạc tại đây trong chuyến lưu diễn Dangerous World Tour của ông vào ngày 4 và 6 tháng 9 năm 1993 trước 80.000 người.
Sân vận động cũ đã bị phá bỏ và được xây dựng lại từ tháng 12 năm 2006 đến tháng 7 năm 2009 để sử dụng cho Deaflympic Mùa hè 2009. Sân vận động mới có sức chứa 20.000 người. Vào ngày 3 tháng 7 năm 2011, sân vận động này đã ghi nhận lượng khán giả cao nhất trong một trận đấu bóng đá khi Đài Bắc Trung Hoa tiếp đón Malaysia trong trận đấu lượt về của vòng 1 thuộc vòng loại World Cup 2014, khi có 15.335 khán giả dự khán trận đấu. Vào năm 2013, 500 người đã có mặt tại sân vận động cho một trận đấu ở giải quốc nội giữa các câu lạc bộ bóng đá Taipower FC và Tatung FC.
Cổ động viên có thể đến sân vận động từ ga Nhà thi đấu Đài Bắc thuộc Tàu điện ngầm Đài Bắc.

## Sự kiện đáng chú ý
- Deaflympic Mùa hè 2009
- Đại hội Thể thao Sinh viên Thế giới Mùa hè 2017